# Ларьян
Ларьян — посёлок в Борском сельском поселении Бокситогорского района Ленинградской области.

## История
Посёлок Ларьянторф учитывается областными административными данными в Галичском сельсовете Тихвинского района с 1 марта 1937 года.
С 1946 года, как посёлок Ларьян.
С 1952 года, в составе Бокситогорского района.
С 1958 года, в составе Бокситогорского горсовета.
По данным 1966 года посёлок Ларьян также входил в состав Бокситогорского горсовета Бокситогорского района.
По данным 1973, 1990 и 1997 годов в составе Бокситогорского района не значился.
В 2002 году в посёлке Ларьян Борской волости Бокситогорского района проживали 85 человек (русские — 99 %).
В 2007 году в посёлке Ларьян Борского СП проживали 93 человека, в 2010 году — 128.

## География
Посёлок расположен в западной части района на автодороге 41К-031 (Дыми — Бочево).
Расстояние до административного центра поселения — 8 км.
Расстояние до районного центра — 5 км.

## Демография
| 2002 | 2007 | 2010 | 2013 | 2014 | 2017 |
| ---- | ---- | ---- | ---- | ---- | ---- |
| 85   | ↗93  | ↗128 | ↘118 | ↗123 | ↘99  |

## Инфраструктура
На 2017 год в посёлке было зарегистрировано 32 домохозяйства.

## Улицы
Восточная, Железнодорожная, Поселковая, Связи, переулок Торфяников, Торфяников, Учительская, Школьная.